# Gnathocoxa
Con il termine di gnathocoxa viene indicata la parte terminale del singolo pedipalpo di un ragno, posto in genere lateralmente al labium. Poiché ogni ragno ha due pedipalpi, avremo rispettivamente due gnathocoxae. In letteratura sinonimi di questo termine sono maxilla, gnathobase, o endite.
La funzione delle gnathocoxae è molto simile a quella delle mascelle, in pratica hanno il compito di triturare e sminuzzare finemente la preda affinché, con l'aiuto degli enzimi digestivi, diventi liquefatta e quindi ingeribile dai ragni.
Il termine deriva dal greco γνάθος, gnàthos, cioè mascella e dal latino coxa, che significa anca, nel senso più proprio in questo contesto, di articolazione.